# Данканнон (Пенсільванія)
Данканнон (англ. Duncannon) — місто (англ. borough) в США, в окрузі Перрі штату Пенсільванія. Населення — 1478 осіб (2020).

## Географія
Данканнон розташований за координатами 40°23′43″ пн. ш. 77°1′40″ зх. д. / 40.39528° пн. ш. 77.02778° зх. д. (40.395178, -77.027730).  За даними Бюро перепису населення США в 2010 році місто мало площу 1,05 км², уся площа — суходіл.

## Демографія
Згідно з переписом 2010 року, у селищі мешкали 1522 особи в 652 домогосподарствах у складі 384 родин. Густота населення становила 1443 особи/км².  Було 725 помешкань (688/км²).
Расовий склад населення:
| - 97,2 % — білих - 0,9 % — чорних або афроамериканців - 0,3 % — азіатів - 0,1 % — корінних американців |

До двох чи більше рас належало 1,4 %. Частка іспаномовних становила 2,4 % від усіх жителів.
За віковим діапазоном населення розподілялося таким чином: 22,7 % — особи молодші 18 років, 63,6 % — особи у віці 18—64 років, 13,7 % — особи у віці 65 років та старші. Медіана віку мешканця становила 37,8 року. На 100 осіб жіночої статі у селищі припадало 91,0 чоловіків;  на 100 жінок у віці від 18 років та старших — 91,5 чоловіків також старших 18 років.
Середній дохід на одне домашнє господарство  становив 55 772 долари США (медіана — 48 750), а середній дохід на одну сім'ю — 67 000 доларів (медіана — 58 750). Медіана доходів становила 39 659 доларів для чоловіків та 35 694 долари для жінок. За межею бідності перебувало 11,3 % осіб, у тому числі 17,4 % дітей у віці до 18 років та 7,6 % осіб у віці 65 років та старших.
Цивільне працевлаштоване населення становило 828 осіб. Основні галузі зайнятості: освіта, охорона здоров'я та соціальна допомога — 21,5 %, транспорт — 13,6 %, роздрібна торгівля — 12,4 %.